# 劉子玄
劉子玄，宋孝武帝劉駿第十二子，母為江婕妤。為劉子况、淮阳思王劉子霄的胞兄。子玄早夭，未封王。

## 延伸阅读
[在维基数据编辑]
 《新唐書·卷132》，出自《新唐書》